# Diou (Allier)
Diou is een gemeente in het Franse departement Allier (regio Auvergne-Rhône-Alpes) en telt 1505 inwoners (2005). De plaats maakt deel uit van het arrondissement Moulins.

## Geografie
De oppervlakte van Diou bedraagt 25,0 km², de bevolkingsdichtheid is 60,2 inwoners per km².
De onderstaande kaart toont de ligging van Diou (Allier) met de belangrijkste infrastructuur en aangrenzende gemeenten.

## Demografie
Onderstaande figuur toont het verloop van het inwonertal (bron: INSEE-tellingen).
Vanwege een beveiligingsprobleem met de MediaWiki Graph-software is het momenteel niet mogelijk deze grafiek weer te geven. Zodra de software is bijgewerkt zal de grafiek vanzelf weer zichtbaar worden.